# HD 75116
HD 75116 är en ensam stjärna i den mellersta delen av stjärnbilden Flygfisken. Den har en skenbar magnitud av ca 6,31 och är mycket svagt synlig för blotta ögat där ljusföroreningar ej förekommer. Baserat på parallax enligt Gaia Data Release 2 på ca 3,6 mas, beräknas den befinna sig på ett avstånd på ca 914 ljusår (ca 280 parsek) från solen. Den rör sig närmare solen med en heliocentrisk radialhastighet på ca -16 km/s.

## Egenskaper
HD 75116 är en orange till gul jättestjärna av spektralklass K3 (III), med osäker luminositetsklass. Den har en massa som är ca 2,3 solmassor, en radie som är ca 39 solradier och har ca 431 gånger solens utstrålning av energi från dess fotosfär vid en effektiv temperatur av ca 4 200 K.